# Jefe criminal

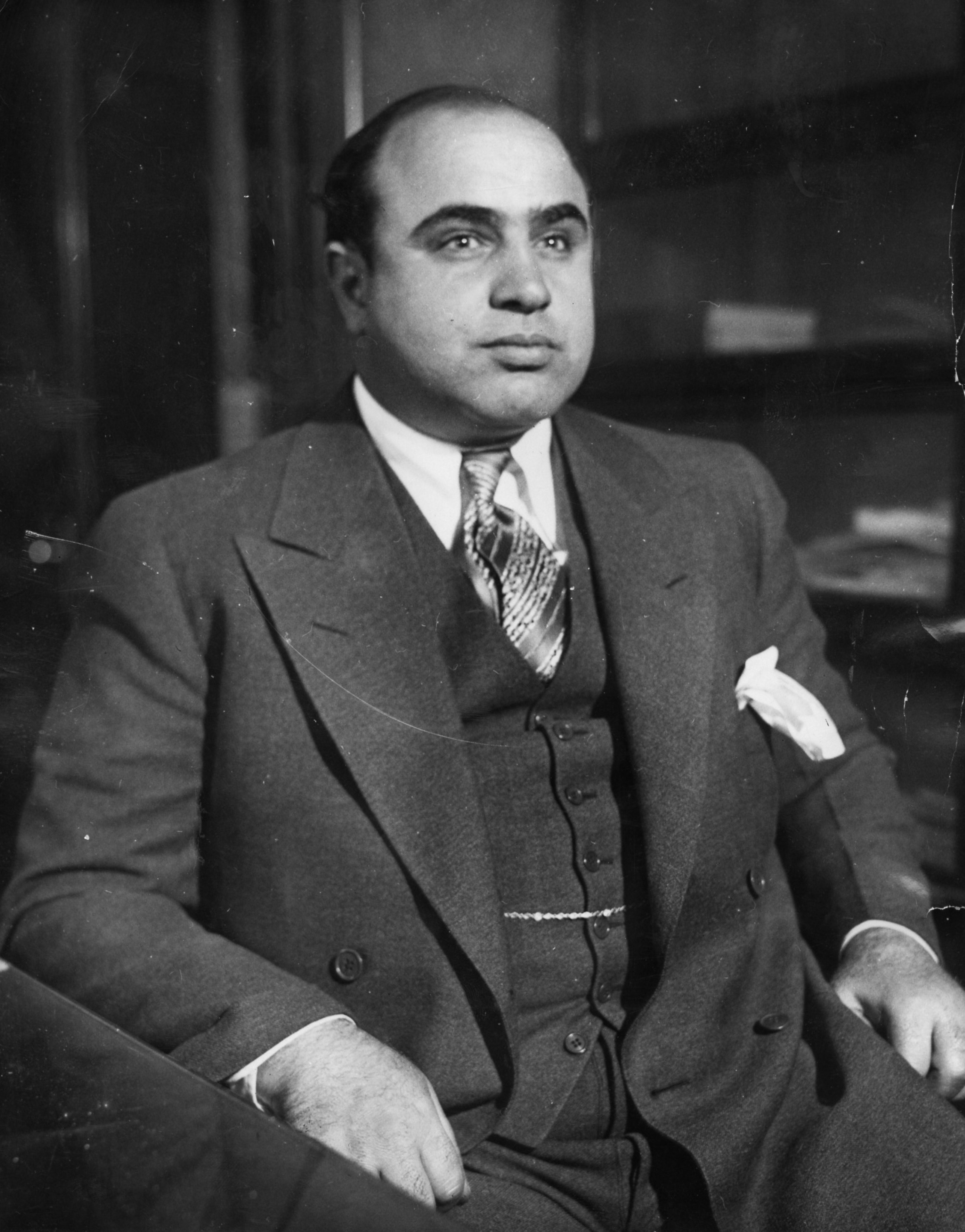
El ítalo-estadounidense Al Capone fue un jefe criminal durante la ley seca en los Estados Unidos.

Un jefe criminal (conocido también como señor del crimen, Don, señor de la pandilla, kingpin, padrino o mente maestra criminal), es una persona que está a cargo de una organización criminal. Éste típicamente tiene control absoluto o casi absoluto sobre los otros miembros de la organización, es temido por su crueldad y su voluntad de quitar vidas para ejercer su influencia y se enriquece de los esfuerzos criminales en los que la organización se involucra.
Algunos grupos pueden tener sólo dos rangos (un jefe y sus soldados), y otros tienen una organización más compleja y estructurada con varios rangos y una estructura que puede variar según su trasfondo cultural. Las iniciativas de crimen organizado originadas en la ciudad italiana de Sicilia difieren en estructura de aquellas que se generaron en la zona continental de ese país. Los grupos estadounidenses pueden estar estructurados de manera diferente de sus pares europeos y las pandillas latinas y afroestadounidenses usualmente tienen estructuras que pueden variar de las pandillas europeas. El tamaño de la organización criminal es también importante a medida que las pandillas de alcance nacional o nacional tienen jerarquías mucho más complejas.

## Mafia italiana

Estructura de una familia criminal mafiosa.

El jefe en la mafia siciliana y la ítalo-estadounidense es la cabeza de la familia criminal y quien toma las decisiones. Sólo el jefe, el subjefe o el consigliere pueden iniciar a un asociado a la familia, permitiendo que se conviertan en un made man. El primero puede promover o degradar a los miembros de la familia según su voluntad y tiene el poder exclusivo de ordenar asesinatos dentro y fuera de la familia. Si éste está encarcelado o incapacitado, establece un jefe en funciones quien es responsable de administrar la organización. Cuando un jefe muere, los miembros de la familia escogen uno nuevo dentro de la organización.
La estructura típica dentro de la mafia en Sicilia y Estados Unidos es usualmente como sigue:
- Jefe de todos los jefes —también conocido como capo di tutti capi o padrino (en inglés: godfather)—, fue reconocida por los medios como el jefe más poderoso, aunque la Mafia jamás reconoció la existencia de tal posición. El cuerpo colegiado más alto que decide asuntos entre las familias es la Comisión (ver también Comisión de la Mafia Siciliana).
- Jefe —también conocido como capomandamento, capocrimine, rappresentante,  Don, o padrino—, es el nivel más alto en una familia criminal.[2][4][5]
- Subjefe —también conocido como capo bastone en algunas organizaciones criminales—, este individuo es el segundo en comando. Es responsable de asegurar que las ganancias de las iniciativas criminales lleguen hasta el jefe y generalmente supervisa la selección de los caporegime(s) y soldado(s) que lleven adelante los asesinatos.[2][4] El subjefe puede tomar control de la familia criminal luego de la muerte del jefe. El mantiene su posición hasta que se elija un nuevo jefe que, en algunas ocasiones, es el mismo subjefe.
- Consigliere —también conocido como consejero o "mano derecha"—, es un consejero del jefe de una familia criminal. El jefe, subjefe y el consigliere forman la "Administración."[6] También, es el tercer rango en la jerarquía pero generalmente no tiene capos o soldados que trabajen directamente para él.[2][4] Al igual que el jefe, hay usualmente sólo un consigliere en una organización criminal.[2]
- Caporegime —también conocido como capitán, skipper, capo, o jefe de cuadrilla—, éste era originalmente conocido como un capodecina (capitán de diez) porque supervisa sólo 10 soldados. En tiempos más recientes, el caporegime puede supervisar tantos soldados como pueda controlar de manera eficiente.[2][4] Éste, además, es asignado por el jefe de la familia para dirigir su propia borgata (régimen, o tripulación) de soldati (soldados). Cada caporegime reporta directamente al subjefe, quien le da el permiso para realizar las actividades criminales. Si la familia decide asesinar a alguien, el subjefe usualmente ordene a un caporegime que ejecute la orden, y es el que maneja las operaciones diarias de la gente a su cargo. Sus soldados le dan parte de sus ganancias a él y luego él le da lo que le corresponde al subjefe. Un caporegime puede recomendar al subjefe o al jefe que un recluta pueda ser permitido a unirse a su grupo como un asociado.
- Soldato —también conocido como sgarrista, soldado, botones, "made man, wiseguy o buen muchacho—, es el nivel más bajo de un mafioso o gánster.[2][4] Un soldado debe haber jurado la omertà (voto de silencio),[2][4] y en algunas organizaciones deben haber matado a una persona para ser considerados hechos (en inglés: made.[7][8] Un picciotto es un soldado de bajo nivel, usualmente alguien que hace el trabajo del día a día de amenazar, golpear e intimidar a otros.[9]
- Asociado —también conocido como un giovane d'onore (en español, hombre de honor)—, un asociado es una persona que no es un soldado en una familia criminal pero trabaja para ellos y ayuda en la ejecución y participa en las ganancias de una iniciativa criminal.[2] En organizaciones criminales italianas, los asociados son usualmente miembros de la organización que no son de ascendencia italiana.[9]

Un jefe típicamente pondría capas de aislamiento entre él y sus hombres tanto para desviar los esfuerzos policiales para conectar sus órdenes con él. Siempre que envía órdenes, lo hace a través del subjefe, el consigliere o los capos. Las órdenes son luego pasados hacia los soldados. Esto dificulta en la mayoría de las circunstancias que la policía pueda implicar a un jefe en un crimen, dado que él casi nunca da órdenes directas a los soldados.

## Mr. Big
El término Mr. Big se usa en el crimen organizado, y durante los reportes periodísticos de personas asociados a las actividades criminales, para referirse al líder o al cuerpo que desempeñan esos roles. Algunas veces los jefes son referidos como Mr Big, como por ejemplo cuando no pueden ser nombrados por razones legales. El término indica implícitamente a un individuo de mayor inteligencia. El término especialmente indica la existencia de involucramiento en lo que se conoce como big-time crime, que incluye, por ejemplo, asaltos armados y los aspectos más organizados de las carreras dentro del crimen.
Un diccionario de 1945 de jerga criminal en los Estados Unidos lista los términos Big Brains como un líder pandillero pero no Mr Big.